# Stradivarius
|  | No s'ha de confondre amb la marca de roba juvenil Stradivarius (marca).. |

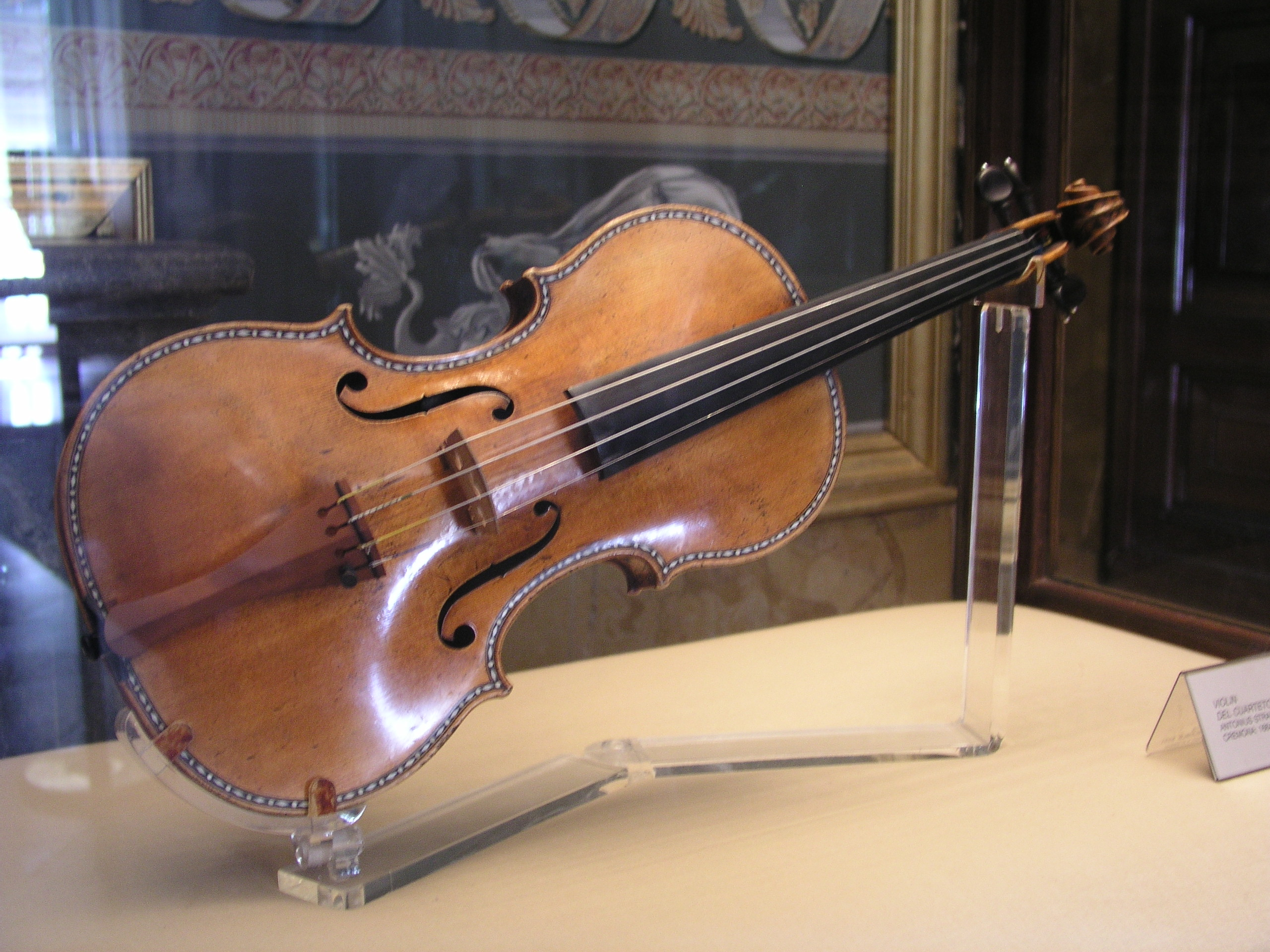
L’’Spanish II (1687-1689) que pertany a la col·lecció de Stradivarius del Palau Reial, Madrid

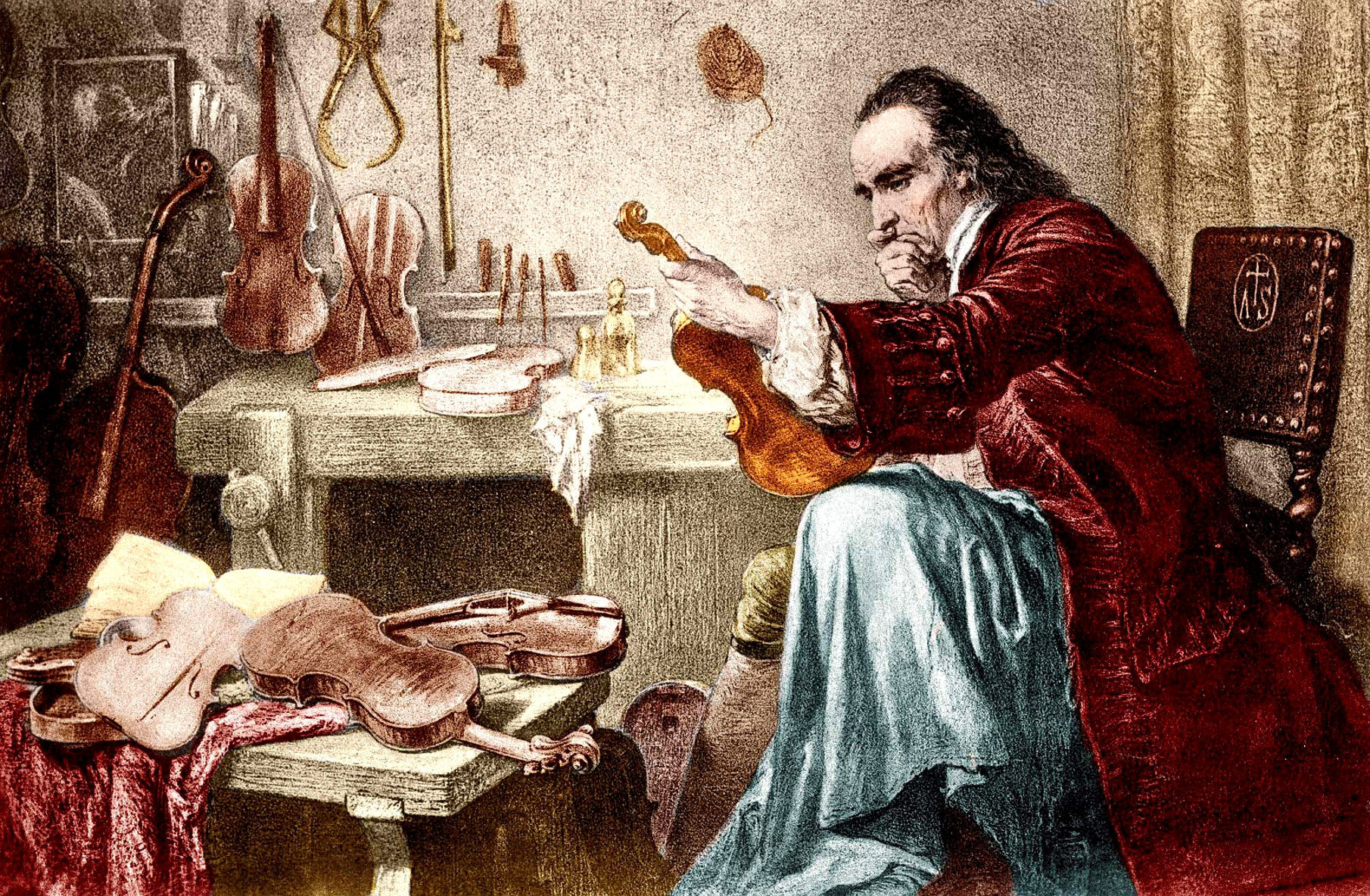
Antonio Stradivari examinant un instrument, en una impressió romàntica del.

Un Stradivarius (o Stradivari) és un instrument de corda construït per un membre de la família italiana Stradivari.
Els instruments de Stradivarius són molt valorats pels intèrprets més importants del món i pels col·leccionistes d'antiguitats. La gran quantitat de detalls que presenten, l'antiguitat, les característiques sonores i individuals d'aquestes obres d'art són considerades úniques, i sovint els instruments s'identifiquen pel nom d'algú, generalment un músic famós que en va ser el propietari o que simplement el va fer servir en algun moment per les seves interpretacions. Se n'han arribat a vendre per milions de dòlars.

## Característiques

### Teories sobre la qualitat del seu so
Hi ha hagut molts intents d'imitar la qualitat del so d'aquests instruments; hi ha moltes teories sobre com van ser construïts. Molts creien que el vernís utilitzat per Stradivari es feia amb una fórmula secreta que es va perdre en morir el seu creador, però exàmens de raigs X i anàlisi d'espectre en la superfície dels violins van revelar que tots van ser sotmesos a canvis en la seva estructura (especialment el mànec, el cordal i les cordes), i sovint l'únic que queda del treball original és el cos mateix, que va ser reenvernissada periòdicament.
Una altra teoria diu que el punt clau va ser el temps que va prendre assecar les fustes d'auró i avet amb què estan construïts, això també va ser desmentit per l'estudi de la fibra de la fusta. Les línies van ser comparades amb models d'arbre és que van viure en aquesta època i es va poder determinar el temps d'assecatge simplement en prendre la diferència entre la data de construcció (que era deixada per Stradivari en una etiqueta a l'interior de l'instrument) i el càlcul de quan havia estat tallat l'arbre. Això va revelar que la fusta s'havia assecat durant no més de 20 anys, i no 60 o 70, com es creia.
Una altra teoria assenyala que el període de fred extrem que va patir Europa en els anys en què Stradivari va viure, la petita edat de gel, va poder fer que els arbres que van créixer durant aquesta època desenvolupessin una fibra més compacta i amb una millor qualitat mecànica sonora. No obstant això, hi ha instruments construïts en la mateixa època, amb fusta d'arbres que tenen la mateixa dendrocronologia, que no van aconseguir la magnificència d'un Stradivarius.
El gener del 2009 es van publicar a la revista Public Library of Science, els resultats d'una investigació realitzada durant tres dècades amb mostres molt petites (capes molt primes) preses d'un Stradivarius en reparació: un dels autors de l'estudi, el doctor Joseph Nagyvary, especialista en bioquímica i professor de química a la Universitat de Texas A & M, va assegurar haver trobat proves que a Itàlia, al "període daurat" de la construcció d'aquest tipus d'instruments, entre 1700 i 1720, una plaga d'insectes va afectar els arbres de la zona que hauria sigut la clau de l'èxit de Stradivari. El fabricant de violins hauria utilitzat bòrax per a preservar els instruments contra els insectes, sense saber que això tindria també efectes sobre la sonoritat. El bòrax va utilitzar-se com a protecció en la primera capa de la fusta dels instruments.

### Preu aproximat
El preu d'un Stradivarius genuí depèn de l'instrument, el seu estat de conservació i la qualitat del so, entre altres aspectes a valorar i els seus preus van dels milers d'euros fins a sumes rècord de milions. L'Stradivarius «Molitor» de 1697, que s'havia rumorejat que pertanyia a Napoleó Bonaparte (era d'un general del seu exèrcit, Gabriel Jean Joseph Molitor), es va vendre el 2010 a través del web Tarisio Auctions a la violinista Anne Akiko Meyers per 3.600.000 dòlars, rècord mundial fins aleshores.
Segons la seva condició, els instruments fabricats durant el període daurat de Stradivari, que comprèn entre 1700 i 1725, es poden arribar a vendre per milions de dòlars. El 2011, l'Stradivarius «Lady Blunt» de 1721, conservat en un estat impol·lut, es va vendre a Tarisio Auctions per 9,8 milions de lliures esterlines (que porta el nom de la neta de Lord Byron Anne Blunt, 15a baronessa de Wentworth, que el posseïa des de feia trenta anys). Va ser venut per la Nippon Music Foundation per ajudar les víctimes del terratrèmol i tsunami del Japó del 2011.

### Instruments originals i instruments no originals
Dels més de 1.000 instruments que Stradivari va fabricar, en queden poc més de 500, però molts lutiers posteriors a ell van signar Stradivari a l'interior dels seus instruments, i per això no és estrany trobar sota la signatura el text "made in Germany ". Un Stradivarius autèntic es distingeix pels seus finíssims acabats, fusta d'extrema bellesa tornassolada i l'etiqueta que cita l'any i el lloc on van ser construïts:
| « | "Antonius Stradivarius Cremonensis Faciebat anno 17." | » |

## Col·leccions i exemplars de renom
La col·lecció més gran de Stradivarius del món són els Stradivarius Palatins a Madrid.

### Violins
- Petero  1667
- Aranyi  1667
- ex Captain Saville  1667
- Amatese  1668
- Oistrakh  1671 - David Oistrakh. Robat el 1996, actualment està perdut.  Arxivat 2005-10-28 a Wayback Machine.
- Espanyol  1677 o 1723
- Paganini-Desaint (Quartet Paganini)  1680 - conservats a la Nippon Music Foundation, prestats habitualment a Kikuei Ikeda del Tòquio String Quartet
- Fleming  1681 - conservat en la Stradivari Society, prestat habitualment a Cecily Ward  Arxivat 2017-11-07 a Wayback Machine.
- Bucher  1683
- Cipriani Potter  1683
- Cobbett ex Holloway  1683
- ex Arma Senkrah  1685
- ex Castelbarco  1685
- Auer  1689 - conservat en la Stradivari Society, prestat habitualment a Vadim Gluzman  Arxivat 2017-11-07 a Wayback Machine.
- Arditi  1689
- Baumgartner  1689
- Bingham  1690
- Bennet  1692
- Falmouth  1692 - tocat habitualment per Leonidas Kavakos
- Baillot-Pommerau  1694
- Fetzer  1694 - conservat en la Stradivari Society, prestat habitualment a Ruggero Allifranchini  Arxivat 2017-11-07 a Wayback Machine.
- Decorats  1696 (dos) - conservats al Palau Reial de Madrid, tocats habitualment pel Quintet Nacional.
- Stradivarius moliter "1697 propietat de Anne Akiko Meyers.
- ex Baron Knoop  1698 - propietat de Berenice Christin Terwey
- The Lady Tennant  1699
- Longuet  1699
- Countess Polignac  1699, executat en l'actualitat per Gil Shaham
- Castelbarco  1699
- Cristiani  1700
- Taft ex Emil Heermann  1700
- Dushkin  1701 - conservat en la Stradivari Society, prestat habitualment a Frank Almond  Arxivat 2017-11-07 a Wayback Machine.
- El Irlandès  1702 - conservat en la Stradivari Society Finnish OKO Bank, prestat habitualment a Réka Szilvay.
- Conte di Fontana  1702 Va ser tocat per David Oistrakh i ara pertany a Mariana Sîrbu[9]
- Rei Maximilià José  c. 1702 - conservat en la Stradivari Society, prestat habitualment a Berent Korfker.  Arxivat 2017-11-07 a Wayback Machine.
- Lyall  1702 - conservat en la Stradivari Society, prestat habitualment a Stefan Milenkovich  Arxivat 2017-11-07 a Wayback Machine.
- La Rouse Boughton  1703 - conservat al Banc Nacional d'Àustria, en préstec a Boris Kuschnir del Cuartero Kopelman
- Allegretti  1703
- Alsager  1703
- Emiliani  1703 - propietat de Anne-Sophie Mutter
- Betts  1704
- ex Brüstlein  1707 - conservat al Banc Nacional d'Àustria
- La Cathédrale  1707 - conservat en la Stradivari Society, prestat habitualment a Tamaki Kawakubo  Arxivat 2017-11-07 a Wayback Machine.
- Hammer  1707 - actualment propietat de Kyoko Takezawa
- Burstein, Bagshawe  1708 - conservat en la Stradivari Society, prestat habitualment a Janice Martin.  Arxivat 2017-11-07 a Wayback Machine.
- Duc de Camposelice  1708
- Ruby  1708 - conservat en la Stradivari Society, usat ocasionalment per Leila Josefowicz; tocat habitualment per Vadim Repin com/recipients.htm[Enllaç no actiu]
- Berlin Hochschule  1709
- Ernst  1709
- Viotti  1709
- Lord Dunn-Raven  1710 - prestat habitualment a Anne-Sophie Mutter
- ex Roederer  1710 - tocat habitualment per David Grimal
- ex Vieuxtemps  1710
- Liegnitz  1711
- Lady Inchiquin  1711 - tocat habitualment per Frank Peter Zimmermann. La propietària és l'empresa WestLB AG que el va adquirir per a aquest violinista.
- Boissier  1713 - s'utilitza en el concert final de l'Premi Sarasate i es conserva en el Reial Conservatori Superior de Música de Madrid
- Gibson ex Huberman  1713 - propietat de Joshua Bell, que el va comprar a un preu entorn de USD 4.000.000.
- Daniel  1713 - propietat de Joan Pau Reynoso
- Cremones ex Joachim  1714 - conservat a la Royal Academy of Music
- Soil  1714 - prestat habitualment a Itzhak Perlman
- ex Berou ex Thibaud  1714
- Li Maurier  1714 - Robat el 2002, actualment perdut.  Arxivat 2005-10-28 a Wayback Machine.
- Leonora Jackson  1714
- Lipinski  1715 - Perdut des de 1962.
- Titian  1715
- Alard  1715
- ex Bazzini  1715
- Cessole  1715
- ex Marsick  1715 - tocat habitualment a James Ehnes
- Berthier  1716
- Booth  1716 - tocat habitualment a Julia Fischer
- Colossus  1716 - Robat el 1998, actualment perdut.  Arxivat 2005-10-28 a Wayback Machine.
- Monestir  1716
- Provigny  1716
- El Messies  1716
- ex Wieniawski  1717
- Windsor-Weinstein  1716 - conservat al Banc d'Instruments Musicals de Consell Canadenc de les Arts (Canada Council for the Arts Musical Instrument Bank).
- Firebird ex Saint-Exupéry  1718 - propietat de Salvatore Accardo
- Madrileny  1720
- ex Beckerath  1720
- Artot  1722
- Júpiter  1722 - conservat a la Nippon Music Foundation, prestat habitualment a Midori Goto
- Laub-Petschnikoff  1722
- Jules Falk  1723 - propietat de Viktoria Mullova
- Kiesewetter  1723 - conservat en la Stradivari Society, prestat habitualment a Stefan Jackiw  Arxivat 2017-11-07 a Wayback Machine.
- El Sarasate  1724 - conservat al Museu d'Instruments del Conservatori Nacional Superior de Música i de Dansa de París.
- Brancaccio  1725
- Barrere  1727 - conservat en la Stradivari Society, prestat habitualment a Janine Jansen.  Arxivat 2017-11-07 a Wayback Machine.
- Davidov-Morrini  1727 - robat el 1995, actualment perdut.
- ex General Dupont  1727
- Holroyd  1727
- Kreutzer  1727 - propietat de Maxim Vengerova
- Hart ex Francescatti  1727 - propietat de Salvatore Accardo
- Paganini-Comte Cozia vaig Salabue (Quartet Paganini)  1727 - conservats a la Nippon Music Foundation, prestats habitualment a Martin Beaver del Tòquio String Quartet
- Benny  1729 - llegat per Jack Benny a l'Orquestra Filharmònica de Los Angeles
- Lavalle  1731 - conservat en eel museu tlapacoyense, a Veracruz, Mèxic, prestat habitualment a Benjamin Schmid
- Hèrcules  1732 - pertanyia a Eugène Ysaÿe. Robat el 1908, actualment perdut.  Arxivat 2005-10-28 a Wayback Machine.
- Des Rosiers  1733 - propietat de Angèle Dubeau
- Rode  1733
- Ames  1734 - Robat i actualment perdut.  Arxivat 2005-10-28 a Wayback Machine.
- ex Baró von Feilitzsch  1734
- Habeneck  1734 - conservat a la Royal Academy of Music
- Lamoureux  1735 - Robat i actualment perdut.  Arxivat 2005-10-28 a Wayback Machine.
- Muntz  1736
- Comte de Armaille  1737
- Lord Norton  1737
- "Swan song"  1737-el seu propietari més famós va ser el gran violinista i compositor cubà Jose White.

### Col·lecció del Museu Metropolità d'Art a Nova York

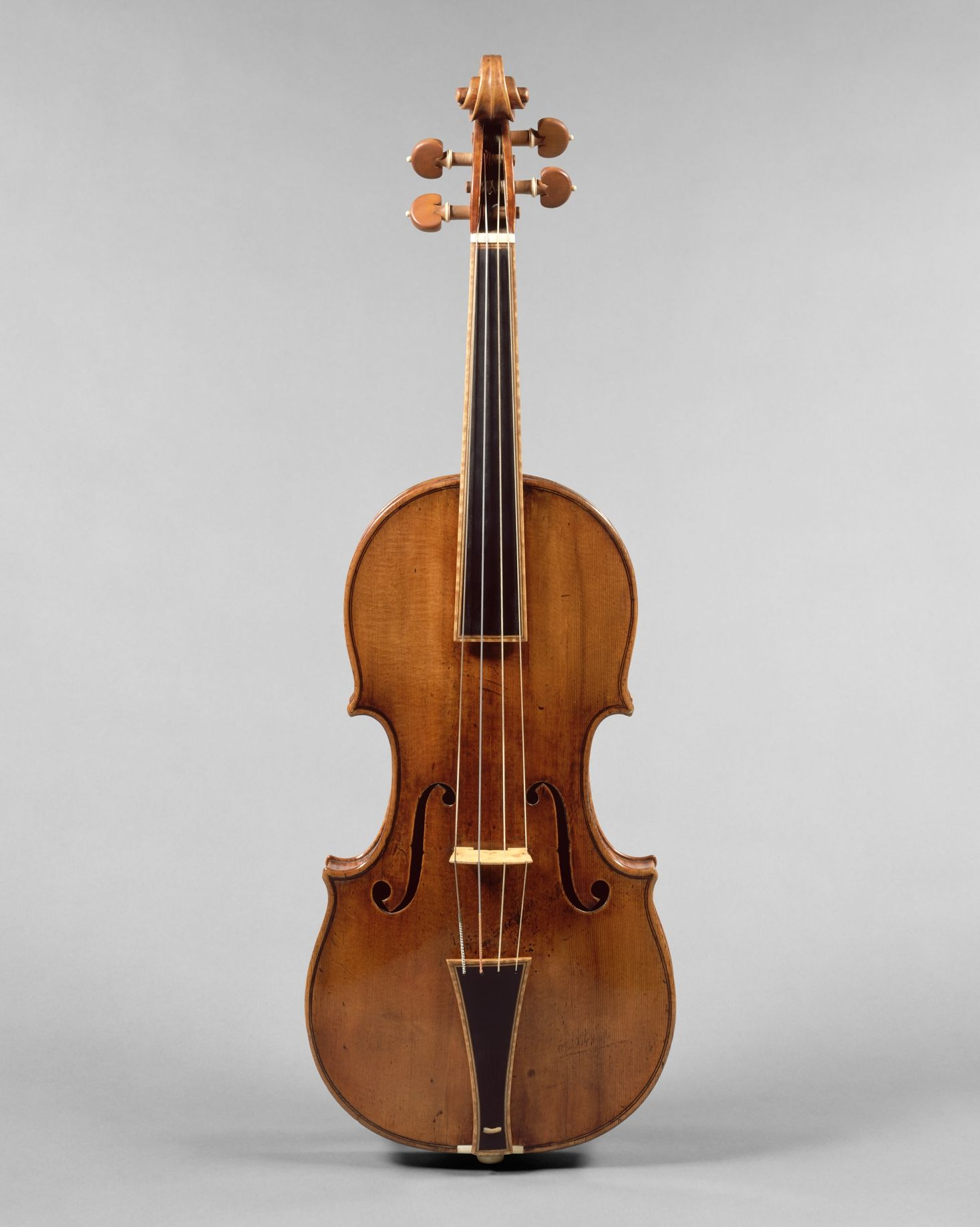
"Gould" (1693)
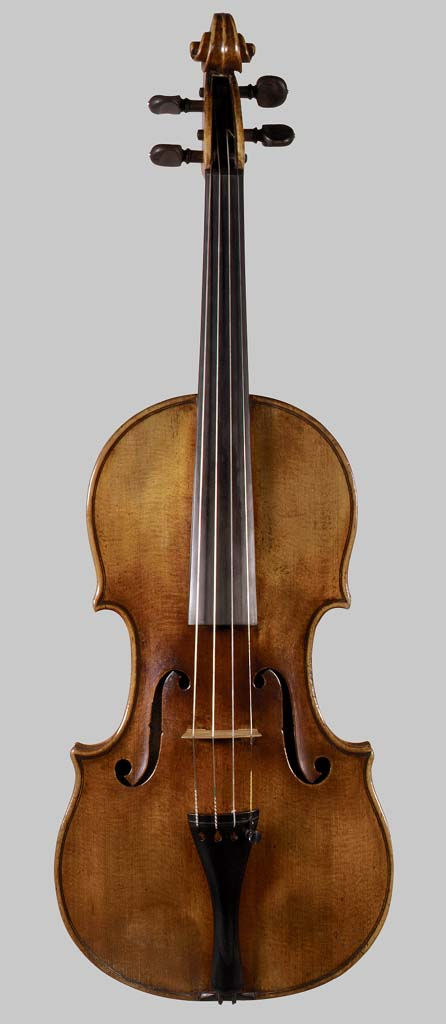
"Francesca" (1694)
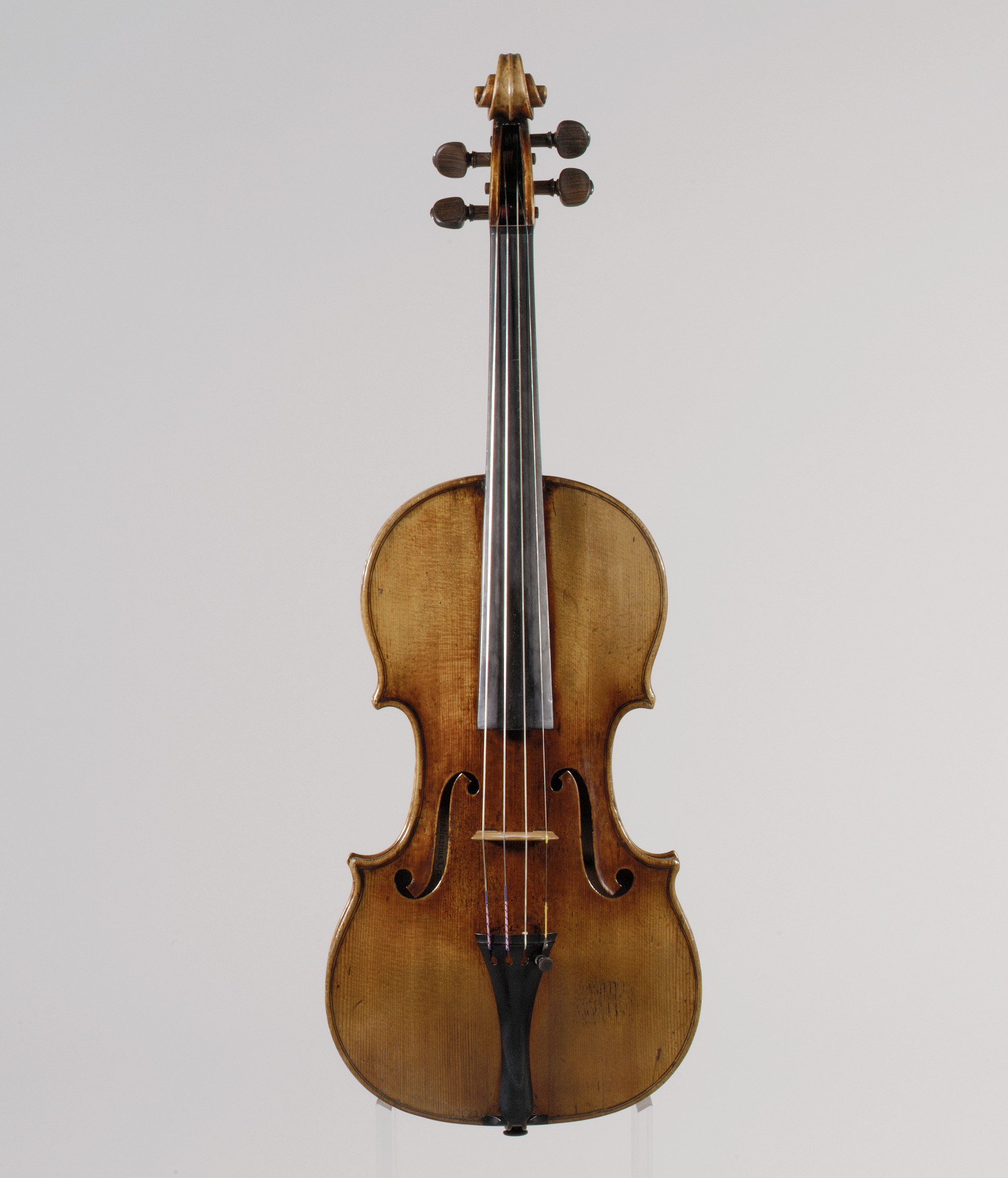
"Antonius" (1711)

### Violes
Es conserven 13 violes d'Antonio Stradivari.  Arxivat 2002-12-24 a Wayback Machine.
- Casaux  1696 - Pertanyent al Quintet Palatino, conservat en el Palau Reial de Madrid.
- Archinto  1696 - conservat a la Royal Academy of Music.
- Paganini-Mendelssohn (Quartet Paganini)  1731 - conservat a la Nippon Music Foundation, prestat habitualment a Kazuhide Isomura del Tòquio String Quartet

### Violoncels
Antonio Stradivari construir entre 70 i 80 violoncels en la seva vida  Arxivat 2014-02-22 a Wayback Machine., i se'n conserven 63.  Arxivat 2002-12-24 a Wayback Machine.
- General Kyd ex Leo Stern  1684 - Robat el 27 d'abril de 2004 de la casa de Peter Stumpf, violoncel solista de l'Orquestra Filharmònica de Los Angeles, i recuperat per una família d'un abocador de Los Angeles, tres setmanes després.  Arxivat 2014-03-31 a Wayback Machine.
- Barjansky  1690 - tocat habitualment per Julian Lloyd Webber
- Bonjour  1696 - actualment en préstec al Banc d'Instruments Musicals de Consell Canadenc de les Arts (Canada Council for the Arts Musical Instrument Bank).
- Lord Aylesford  1696 - propietat de la Nippon Music Foundation. Tocat per János Starker entre 1950 i 1965.
- Castelbarco  1697
- Decorat  1696 - Pertanyent al Quintet Palatino-és el violoncel del quartet original-, conservat en el Palau Reial de Madrid.
- Baix Palatino  1700 - Pertanyent al Quintet Palatino conservat en el Palau Reial de Madrid.
- Servais  1701 - conservat al Smithsonian Institute.
- Paganini-Comtessa de Stanlein  1707 - propietat de Bernard Greenhouse. No confondre amb el Paganini-Ladenburg del Quartet Paganini.
- Gore-Booth  1710 - propietat de Rocco Filippini
- Duport  1711 - propietat de Mstislav Rostropóvitx
- Davidov  1712 - va ser propietat de Karl Davidov, el "Tzar dels violoncels" (com va ser anomenat per Txaikovski). Va ser després propietat de Jacqueline du Pré fins que va morir el 1987, que el va llegar a Yo-Yo Ma.
- Batta  1714 - propietat de Gregor Piatigorsky
- Becker  1719
- Piatti  1720 - utilitzat per Carlos Prieto, qui li va canviar el nom a "Cello Prieto"
- Baudiot  1725 - propietat de Gregor Piatigorsky
- De Munck ex Feuermann  1730 - conservat a la Nippon Music Foundation, prestat habitualment a Steven Isserlis.
- Braga  1731
- Paganini-Ladenburg (Quartet Paganini)  1736 - conservat a la Nippon Music Foundation, prestat habitualment a Clive Greensmith del Tòquio String Quartet

### Guitarres
Es conserven quatre mandolines Stradivarius completes i nombrosos fragments de guitarres.
- Hill  1680 o 1688
- Rawlins  1700
- Stradivarius Dani  1720
- Stradivarius Karla  1788